# 花房牧生
花房 牧生（はなふさ まきお、10月 - ）は、日本の小説家（ライトノベル作家）。大阪府出身。
2007年に「アニス」で第1回ノベルジャパン大賞（ホビージャパン主催）奨励賞を受賞し、翌2008年に同作品を改題した「アニスと不機嫌な魔法使い」でデビュー。
デビュー以前から自身のサイトでオリジナルのオンライン小説「リンダリング」を執筆しており、商業デビューした現在も継続中である。

## 作品
- アニスと不機嫌な魔法使い（HJ文庫）
- ワールド エンド ライツ（HJ文庫）
- 紅炎のクロスマギア（HJ文庫）
- 王国の継承者〈キングス・ディストラクター〉（一迅社文庫）